# Parc Aluche
 (mai 2016).
Si vous disposez d'ouvrages ou d'articles de référence ou si vous connaissez des sites web de qualité traitant du thème abordé ici, merci de compléter l'article en donnant les références utiles à sa vérifiabilité et en les liant à la section « Notes et références ».
Le parc Aluche, officiellement connu jusqu'en 2016 parc Arias Navarro, est situé dans le quartier d'Aluche inclut dans le district de Latina, au sud-ouest de la ville de Madrid, en Espagne. Il est délimité par les calles (rues) de Valmojado, Quero, Tembleque, Maqueda et Seseña et coupé en deux par la calle Illescas.
Il a été inauguré en 1973 par le maire de Madrid Miguel Ángel García-Lomas Mata et son prédécesseur et promoteur du parc, Carlos Arias Navarro. Sa construction fut rendue possible par un accord entre la Mairie de Madrid et les compagnies d'électricité qui a conduit à l'enfouissement des câbles à haute-tension qui croisaient le quartier à cet endroit.
Le parc d'Aluche est devenu depuis le poumon vert et l'espace de détente le plus important pour les habitants du quartier. Il comporte une grande avenue piétonnière bordée de terrasses de restaurants, de bars ou de glaciers particulièrement appréciée par beau temps où il est agréable de pouvoir s'échapper de la chaleur de la capitale espagnole.

## Description
Le parc et le ruisseau artificiel ont été construits en suivant l'ancien tracé du ruisseau Luche, aujourd'hui canalisé. Sur ses rives ont été aménagés des espaces verts et arborés (pins, peupliers, cèdres...), des aires de jeux pour les enfants, et des équipements sportifs.
Il occupe une surface de 15,96 hectares et a une longueur de 1 350 mètres. Il est divisé en deux par la calle Illescas. Dans sa partie Nord se trouvent les installations sportives : un terrain de football en terre un second en synthétique, et un troisième en salle, trois terrains de basketball et plusieurs terrains de pétanque. On y trouve également les aires de jeux pour enfants ainsi qu'une enceinte où se tiennent les fêtes populaires du quartier d'Aluche et a été construit un auditorium. Dans la partie Sud sillonne le ruisseau artificiel d'une longueur de 500 mètres avec des bassins et des cascades, délimité sur ces côtés par des rocailles. On y voit également quelques terrains de pétanque, des tables de ping-pong et des jeux pour enfants.
Au centre du parc, non loin de la calle Illescas, un monument a été érigé pour commémorer le jour de la Constitution et rappeler les droits et devoirs des citoyens espagnols. Il consiste en une grande grille où est apposée une plaque commémorative et à l'intérieur de laquelle est planté un cèdre.

## Rénovations

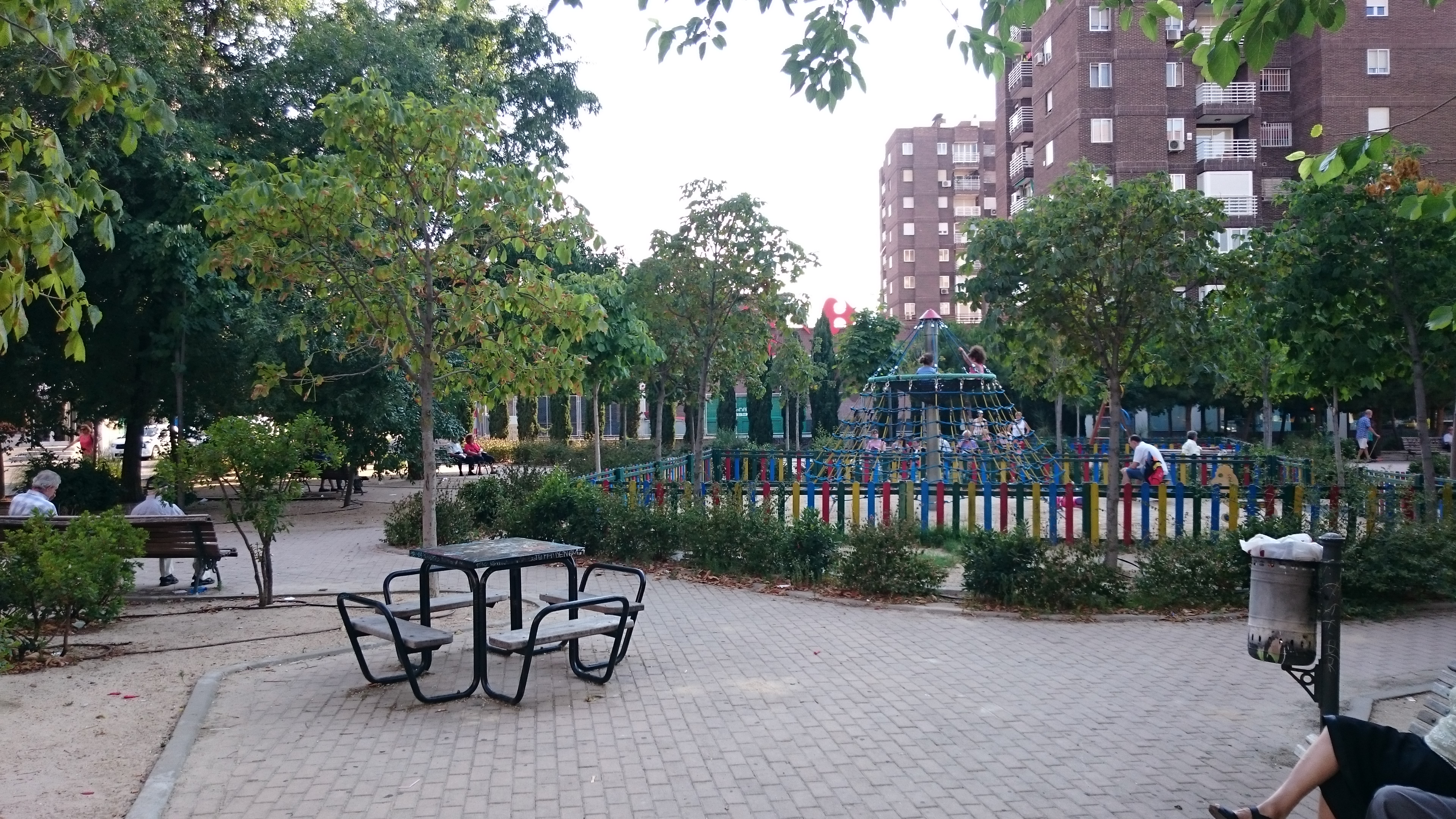
Jardins de Yolanda González Martín, dans le parc Arias Navarro

Entre avril et décembre 2008, le parc a fait l'objet de travaux de rénovation et d'équipement au niveau du ruisseau artificiel. Ils ont consisté en la réparation d'un effondrement de sa structure, la reconstruction des cascades, l'imperméabilisation du coffrage et la réhabilitation des murs latéraux, ainsi que l'installation d'un épurateur et d'un circuit d'eau fermé. Leur coût total a été de 1,2 million d'euros.
Grâce au financement du Plan E mis en place en 2009 par le gouvernement espagnol, une nouvelle phase de travaux fut entreprise. Des passages piétonniers et des zones de détente furent créés ou réhabilités, l'éclairage et le mobilier urbain furent améliorés. Ce projet, d'un budget de 1,7 million d'euros, a également permis de créer ou reconstruire des installations sportives, des aires pour les enfants ou les personnes âgées. 